# Bempton
Bempton is een civil parish in het bestuurlijke gebied East Riding of Yorkshire, in het Engelse graafschap East Riding of Yorkshire met 1040 inwoners.

## Verkeer en vervoer
Bempton heeft een gelijknamig spoorwegstation.